# Публій Саллюстій Блез
Пу́блій Саллю́стій Блез (лат. Publius Sallustius Blaesus; I століття) — політичний і державний діяч часів Римської імперії, консул-суффект 89 року.

## Біографія
Походив з роду Саллюстіїв. Про батьків відомостей немає.
Входив до колегії арвальських братів. 89 року призначено на посаду консула-суффекта разом з Марком Педуцієм Сеніаном. Після цього імператор Доміціан відправив його легатом до провінції Римська Британія, хоча деякі джерела вважають це малоймовірним.
З того часу про подальшу долю Публія Саллюстія Блеза згадок немає.